# ۲۱۶ (قمری)
۲۱۶ (قمری)، دویست و شانزدهمین سال در گاهشماری هجری قمری است. اول محرم این سال برابر با بیست و دوم فوریه سال ۸۳۱ میلادی است.